# 喪服の花嫁
『喪服の花嫁』（もふくのはなよめ）は、フジテレビ系ライオン奥様劇場枠で1969年4月14日～5月23日に放送された連続テレビ映画である。白黒作品。全30回。

## 概要
「奥様劇場」第38作。夫と自分の母親を殺した男と、そうとは知らずに結婚してしまったために苦しみ抜くヒロインの愛と憎しみを描くサスペンス調のメロドラマ。佐治田恵子の昼メロ主演は「夢と知りせば」（1968年、日本テレビ）に次いで二作目。平均視聴率16.0％、最高視聴率18.3％（いずれもビデオリサーチ調べ）。準備稿での仮題は「黒の夕焼け」。

## 物語
晩秋のある日、教会の礼拝堂で一組の婚礼が行われていた。新郎は医師の梶本達也、新婦は吉住真佐子。二人の夫婦の誓いの最中、突然新郎が倒れた。救急車が到着した時にはすでに事切れており、解剖の結果毒物が検出される。警察の調べで挙式の前に新郎が控え室で飲んだジュースの中から同じ毒物が見つかり、他殺と断定された…。

## キャスト
- 佐山真佐子 : 佐治田恵子
- 佐山志郎 : 浅見比呂志
- 宮寺政治 : 綾川香（綾川志剛）
- 梶本達也 : 松本錦四郎
- 佐々木 : 中井啓輔
- 柳田 : 北原義郎
- 武田 : 宮川洋一
- 堀江 : 里木左甫良
- 吉村捜査課長 : 古賀浩二
- 林刑事 : 沖順一郎
- 吉住春江 : 稲葉まつ子
- 金井信子 : 島田潤子（島田果枝）
- 敏子 : 谷口真有美
- 裁判長 : 松尾文人
- 三上左京
- 武田一彦
- 佐野哲也
- 森康子
- 林 : 沢りつお
- 峰恵研

## スタッフ
- 脚本:柳川創造
- 監督:土屋蔵三、今村農夫也、西河健治、松島稔
- 音楽：大森盛太郎
- プロデューサー：寺澤正、吉岡哲雄、藤屋慶章
- 制作：フジテレビ･NMC

## 主題歌
- 「喪服の花嫁」
  - 作詞：星野哲郎
  - 作曲：叶弦大　
  - 歌：藤恵子（クラウンレコード）

| フジテレビ ライオン奥様劇場          | フジテレビ ライオン奥様劇場          | フジテレビ ライオン奥様劇場        |
| 前番組                               | 番組名                               | 次番組                             |
| ------------------------------------ | ------------------------------------ | ---------------------------------- |
| 女の十字架 （1969.2.24 - 1969.4.11） | 喪服の花嫁 （1969.4.14 - 1969.5.23） | 美貌の罪 （1969.5.26 - 1969.7.18） |